# Bob Gruen
Bob Gruen (* 1945) je americký fotograf. Narodil se v New Yorku a věnoval se převážně fotografování hudebníků; mezi jeho první objekty patřil například písničkář Bob Dylan. Během newyorského období Johna Lennona byl jeho osobním fotografem. Mezi další hudebníky, které fotografoval, patří například Patti Smith, John Cale, David Bowie nebo Peter Gabriel.